# Cantó d'Ajaccio-7
El cantó d'Ajaccio-7 és una antiga divisió administrativa francesa situat al departament de Còrsega del Sud i la regió de Còrsega. Va existir de 1982 a 2015.

## Geografia
El cantó és organitzat al voltant d'Ajaccio dins el districte d'Ajaccio. La seva altitud vaira de 0 m (Ajaccio) a 888 m (Bastelicaccia) amb una altitud mitjana de 192 m.

## Consellers generals
| Data d'elecció | Identitat                | Partit        | Qualitat |
| -------------- | ------------------------ | ------------- | -------- |
| 1982-1994      | Félix Luciani            | PS            |          |
| 1994-2014      | Jean-Louis Luciani       | CSD           |          |
| 2014-2015      | Marie-Thérèse Baranovsky | Divers gauche |          |

## Composició
El cantó d'Ajaccio-7 agrupa 6 comunes i té 61 619 habitants (cens de 1999).
| Afa           | 2 055      | 20167 | 2A001 |
| Ajaccio       | 52 880 (1) | 20000 | 2A004 |
| Alata         | 2 459      | 20167 | 2A006 |
| Appietto      | 1 149      | 20167 | 2A017 |
| Bastelicaccia | 2 769      | 20129 | 2A032 |
| Villanova     | 307        | 20167 | 2A351 |

(1) Fracció de comuna